# 1998-as Formula–1 francia nagydíj
A francia nagydíj volt az 1998-as Formula–1 világbajnokság nyolcadik futama.

## Futam
| Helyezés | #  | Versenyző             | Csapat/Motor        | Futott körök | Idő/Kiesés oka | Rajthely | Pontszám |
| -------- | -- | --------------------- | ------------------- | ------------ | -------------- | -------- | -------- |
| 1        | 3  | Michael Schumacher    | Ferrari             | 71           | 1'34:45,0      | 2        | 10       |
| 2        | 4  | Eddie Irvine          | Ferrari             | 71           | +19,575        | 4        | 6        |
| 3        | 8  | Mika Häkkinen         | McLaren-Mercedes    | 71           | +19,747        | 1        | 4        |
| 4        | 1  | Jacques Villeneuve    | Williams-Mecachrome | 71           | +1:06,965      | 5        | 3        |
| 5        | 6  | Alexander Wurz        | Benetton-Playlife   | 70           | +1 kör         | 10       | 2        |
| 6        | 7  | David Coulthard       | McLaren-Mercedes    | 70           | +1 kör         | 3        | 1        |
| 7        | 14 | Jean Alesi            | Sauber-Petronas     | 70           | +1 kör         | 11       |          |
| 8        | 15 | Johnny Herbert        | Sauber-Petronas     | 70           | +1 kör         | 13       |          |
| 9        | 5  | Giancarlo Fisichella  | Benetton-Playlife   | 70           | +1 kör         | 9        |          |
| 10       | 18 | Rubens Barrichello    | Stewart-Ford        | 69           | +2 kör         | 14       |          |
| 11       | 11 | Olivier Panis         | Prost-Peugeot       | 69           | +2 kör         | 16       |          |
| 12       | 19 | Jos Verstappen        | Stewart-Ford        | 69           | +2 kör         | 15       |          |
| 13       | 17 | Mika Salo             | Arrows              | 69           | +2 kör         | 19       |          |
| 14       | 16 | Pedro Diniz           | Arrows              | 69           | +2 kör         | 17       |          |
| 15       | 2  | Heinz-Harald Frentzen | Williams-Mecachrome | 68           | Felfüggesztés  | 8        |          |
| 16       | 10 | Ralf Schumacher       | Jordan-Mugen-Honda  | 68           | +3 kör         | 6        |          |
| 17       | 22 | Nakano Sindzsi        | Minardi-Ford        | 65           | Motorhiba      | 21       |          |
| Kiesett  | 21 | Takagi Toranoszuke    | Tyrrell-Ford        | 60           | Motorhiba      | 20       |          |
| Kiesett  | 12 | Jarno Trulli          | Prost-Peugeot       | 55           | Kicsúszás      | 12       |          |
| Kiesett  | 23 | Esteban Tuero         | Minardi-Ford        | 41           | Váltó          | 22       |          |
| Kiesett  | 9  | Damon Hill            | Jordan-Mugen-Honda  | 19           | Hidraulika     | 7        |          |
| Kiesett  | 20 | Ricardo Rosset        | Tyrrell-Ford        | 16           | Hidraulika     | 18       |          |

## A világbajnokság élmezőnyének állása a verseny után
| H  | Versenyzők         | Pont | H  | Konstruktőrök       | Pont |
| -- | ------------------ | ---- | -- | ------------------- | ---- |
| 1. | Mika Häkkinen      | 50   | 1. | McLaren-Mercedes    | 80   |
| 2. | Michael Schumacher | 44   | 2. | Ferrari             | 69   |
| 3. | David Coulthard    | 30   | 3. | Benetton-Playlife   | 27   |
| 4. | Eddie Irvine       | 25   | 4. | Williams-Mecachrome | 19   |
| 5. | Alexander Wurz     | 14   | 5. | Stewart-Ford        | 5    |

## Statisztikák
Vezető helyen:
- Michael Schumacher: 70 (1-22 / 24-71)
- Eddie Irvine: 1 (23)

Michael Schumacher 30. győzelme, Mika Häkkinen 6. pole-pozíciója, David Coulthard 6. leggyorsabb köre.
- Ferrari 116. győzelme.